# Thado Minsaw (król Pyain)
Thado Minsaw (birm. သတိုးမင်းစော; IPA θədó mɪ́ɴsɔ́; zmarł w 1527) – twórca Królestwa Pyain, władający tym niewielkim państwem od roku 1482 do 1527. Był gubernatorem Tharrawaddy w trakcie panowania swego ojca – króla Narapati, i starszego brata – króla Thihathury. Po śmierci Thihathury w roku 1481 nowy król Minkhaung II stanął naprzeciw poważnego buntu zorganizowanego przez jego brata Minyekyawswę, gubernatora Yamethin. W roku 1482 zmarł także inny starszy brat Thado Minsawa, wicekról Pyain Mingyi Swa.
Thado Minsaw wykorzystał toczącą się w Górnej Birmie wojnę pomiędzy swymi bratankami – Minkhaungiem II i Minyekyawswą – do zajęcia Pyain i ogłoszenia własnej niezależności. Główną królową-żonę swojego brata Mingyi Swa uczynił on swoją główną żoną. Minkhaung zdołał zebrać armię i wysłać ją pod Pyain w celu odbicia miasta. Jednak armia Ava nie podołała temu zadaniu i wycofała się. Królestwo Ava nie było w stanie wysłać ponownie swoich sił, gdyż o wiele poważniejsza rebelia Yamethin (a także bunty szańskich państw Mohnyin i Kale) zużyła wszystkie jego zasoby na następne dwie dekady. Pyain stało się niezależnym królestwem, którego terytoria sięgały do Tharrawaddy i Myede.
Thado Minsaw utrzymywał przeważnie dystans wobec walk w Górnej Birmie. Nawiązał on pokojowe relacje z Hanthawaddy, najsilniejszym królestwem w regionie. Swoją politykę zmienił on w latach 20. XVI w., kiedy królestwo Ava chwiało się już pod naporem ciągłych ataków Konfederacji Państw Szanów. Wszedł on w sojusz z Sawlonem, przywódcą tej konfederacji. W roku 1524, połączone armie Konfederacji i Pyain zdobyły miasto Ava. Shwenankyawshin, król Ava będący wnukiem brata Thado Minsawaw, zbiegł. Siły Pyain i Konfederacji splądrowały miasto. Armia Pyain uprowadziła ze sobą słynnego mnicha-poetę Shin Maha Rattatharę. Pyain pozostało w sojuszu z Konfederacją, która ponawiała swoje ataki na Ava.
Gdy Thado Minsaw umarł w roku 1527, jego miejsce na tronie zajął syn – Bayin Htwe.